# شهرستان دوچانگ
شهرستان دوچانگ (به لاتین: Duchang County) یک منطقهٔ مسکونی در چین است که در جیاجیانگ واقع شده‌است.